# أليكس مكينتوش
أليكس مكينتوش (بالإنجليزية: Alex McIntosh)‏ (14 أبريل 1916 في المملكة المتحدة - 1965) هو لاعب كرة قدم بريطاني (وحمل سابقاً جنسية المملكة المتحدة لبريطانيا العظمى وأيرلندا) في مركز الوسط. لعب مع برمنغهام سيتي وكوفنتري سيتي ووولفرهامبتون واندررز ونادي كيدرمينستر هاريرز لكرة القدم ونادي فوكستون.

## مهنة
انتقل ماكينتوش إلى دوري كرة القدم مع ولفرهامبتون واندررز من نادي فولكستون تاون غير الدوري عام 1937. ظهر لأول مرة في الدوري في 23 أكتوبر 1937 بفوزه 2-1 على ليدز يونايتد، وأصبح لاعب الاختيار الأول في الموسم التالي، والذي ظهر في نهائيات كأس الاتحاد الإنجليزي، حيث خسر أمام بورتسموث في بطولة ويمبلي.
بعد تعليق دوري كرة القدم في سبتمبر عام 1939 بسبب اندلاع الحرب العالمية الثانية، ما زال ماكنتوش يلعب خارجا مع «الذئاب» في المباريات في زمن الحرب، وكان جزءًا من فوزه بكأس حرب 1942 .
مع استئناف دوري كرة القدم، لم يعد جزءًا من خطط المدرب تيد فيزير ولعب أربع مرات فقط قبل انضمامه إلى جاره ميدلاندز برمنغهام سيتي عام 1947. بعد إقامة قصيرة هناك، انتقل مرة أخرى، وانضم إلى كوفنتري سيتي لقضاء فترة قصيرة على قدم المساواة.
توفي عام 1965 عن عمر يناهز 49 عامًا.

## وصلات خارجية
- أليكس مكينتوش على موقع قاعدة بيانات كرة القدم.إي يو (الإنجليزية)